# Kim Pyung-seok
Dans ce nom coréen, le nom de famille, Kim, précède le nom personnel.
Kim Pyung-seok (coréen : 김평석) (né le 29 septembre 1958 en Corée du Sud) est un footballeur international sud-coréen, qui évoluait au poste de défenseur, avant de devenir entraîneur.

## Biographie

### Carrière de joueur

#### Carrière en sélection
Avec l'équipe de Corée du Sud, il joue 27 matchs (pour aucun but inscrit) entre 1983 et 1987. Il figure notamment dans le groupe des sélectionnés lors de la coupe du monde de 1986.
Il participe également à la coupe d'Asie des nations de 1984.